# 毛利房顕
毛利 房顕（もうり ふさあき、寛政6年6月23日（1794年7月19日） - 天保13年11月5日（1842年12月6日））は、長州藩一門家老である右田毛利家の10代当主。
父は毛利就任。母は側室中村氏。兄は毛利房良、毛利房直。正室は益田親愛（問田益田氏）の娘。子に毛利元寿（もとひさ）、村上惟庸（むらかみ これつね）。養子に毛利元亮。通称は政之助、内匠。

## 生涯
寛政6年（1794年）、右田毛利就任の三男として生まれる。藩士児玉親忠（こだま ちかただ、児玉氏）の養子となっていたが、文化2年（1805年）9月に実家を相続していた兄房良が急死したため、その末期養子として実家に戻り右田毛利家当主となる。兄たち同様、当時の藩主である毛利斉房より偏諱を受けて房顕と名乗る。その後は当職（国家老・執政）として藩主毛利斉熙（斉房の弟）、斉元に仕えた。文政2年（1819年）、宇佐八幡宮の拝殿を再建する。文政10年（1827年）、当職を辞職する。
天保5年（1834年）、家臣が房顕と嫡男元寿の2派に分かれて対立し、家政の乱れを理由に加判役（家老）を免じられる。天保6年（1835年）、不仲であった嫡男の元寿を病弱を理由に廃嫡する。のち、房顕の正室の姉（または妹）を母とする毛利元亮（元敬とも、吉敷毛利房謙の次男）を養子として家督を譲り、隠居する。天保13年（1842年）11月5日没。享年49。
元敬（元亮）の跡は、房顕の実子で能島村上氏に養子入りしていた村上惟庸（亀之助、兼助）の子、毛利親信が継ぐこととなる。また、廃嫡された実子の元寿は明治4年（1871年）に分家し、明治15年（1882年）に68歳で没した。